# К'ак'-Укалав-Чан-Чаак
К'ак'-Укалав-Чан-Чаак (д/н — бл. 780) — ахав (цар) Саальського царства у 755—780 роках.

## Життєпис
Походив з 2-ї династії Наранхо. Син ахава К'ак'-Тілів-Чан-Чаака і Іш-Унен-Б'алам, принцеси царства Тууб'аль. Про дату народження немає відомостей. Став володарювати після смерті у 755 році ахава К'ак'-Їпіій-Чан-Чаака. Церемонія інтронізації відбулася в день 9.16.4.10.18, 9 Ец'наб' 11 Муваан (22 листопада 755 року).
Протягом 25 років він не спорудив жодного монумента, всі п'ять стел, які дійшли до нас від часу його правління, були встановлені разом в ознаменування закінчення періоду 9.17.10.0.0, 12 Ахав 8 Паш (2 грудня 780 року). Це свідчить про збереження залежності К'ак'-Укалав-Чан-Чаака від Мутульського царства. Разом з тим він завершив відновлення Саальського царства.
На стелах Как'-Укалав-Чан-Чаака зображено переможцем бранців, але імена більшості з них важко прочитати. У березні 775 року була здобута перемога над царством Б'італь. Ще одне військове зіткнення мало місце в 777 році. З царством Яша' відносини складалися мирно (за іншою версією — саальський ахав підкорив цю державу), царівна з цього міста стала дружиною К'ак'-Укалав-Чан-Чаака. Остання згадка відноситься до 780 року. На думку дослідників, незабаром після цього К'ак'-Укалав-Чан-Чаак помер.